# Wolfgang Krenn
Wolfgang Krenn (* 25. Januar 1953) ist ein ehemaliger deutscher Fußballspieler. Für den VfB Eppingen spielte der Mittelfeldspieler in der 2. Bundesliga.

## Sportlicher Werdegang
Krenn spielte in den 1970er Jahren für den SV Germania Bietigheim in der seinerzeit drittklassigen 1. Amateurliga Nordwürttemberg. Am Ende der Spielzeit 1977/78 belegte der Klub den vorletzten Platz und verpasste damit nicht nur die Qualifikation für die neu eingeführte Oberliga Baden-Württemberg, sondern stieg auch in die nunmehr fünftklassige Landesliga Württemberg ab. Daraufhin wechselte er zum VfB Eppingen, der in der viertklassigen Verbandsliga Nordbaden spielte. Als Meister stieg er mit dem Klub in die Oberliga auf, wo die Mannschaft überraschend Vizemeister hinter der Amateurmannschaft des VfB Stuttgart wurde. Da diese nicht aufstiegsberechtigt für die 2. Bundesliga war, rückte der nordbadische Klub nach. Die zweithöchste deutsche Spielklasse erwies sich zu stark für den Klub, als Schlusslicht mit sieben Siegen aus 38 Spielen folgte der direkte Wiederabstieg. Dabei kam er unter Trainer Heiner Ueberle in 15 Ligaspielen zum Einsatz und erzielte bei der 1:2-Niederlage gegen die SpVgg Fürth mit dem Eppinger Ehrentreffer sein einziges Profitor. Dem rasanten Aufstieg folgte der jähe Abstieg – auch in der Oberliga-Spielzeit 1981/82 gelangen nur acht Saisonsiege und Krenn stieg mit dem Klub in die Viertklassigkeit ab.
Krenn kehrte anschließend zum SV Germania Bietigheim zurück, wo er noch mehrere Jahre als Spielertrainer aktiv war. Als Spieler dort, sowie später als Trainer der SpVgg Renningen, Germania Bietigheim und dem SGV Freiberg gelang ihm jeweils der Verbandsligaaufstieg. Außerdem war er noch Trainer beim damaligen Oberligisten VfL Sindelfingen. 2009 übernahm er kurzzeitig das Traineramt beim FSV 08 Bietigheim-Bissingen, ehe er aus beruflichen Gründen an Gianni Coveli übergeben musste. Im Herbst kehrte er nach der Trennung von Coveli nochmals als Trainer zum mittlerweile in der Oberliga Baden-Württemberg antretenden Klub zurück, der Erfolg bei der im Abstiegskampf befindliche Mannschaft blieb jedoch aus und im letzten Saisonviertel übernahm sein bisheriger Assistent Uwe Beug.